# Magnolia (banda)
Magnolia, o con su denominación actual Magnolia Blues Rock, es una banda autodenominada Diaguita-Chilena principalmente de blues, pero también rock y fusión de música étnica, nacida en el 2000 en el desaparecido Pub Croata de la ciudad de La Serena.

## Historia
El núcleo del grupo son Jorge Coke Araya Santana y su hermano Claudio, únicos miembros que han permanecido en la banda desde sus inicios. El nombre de la banda fue ocurrencia de Claudio, sin saber en su momento que la magnolia es la flor típica de Misisipi, cuna del blues, y que existía una canción de Charley Patton del año 1940 que se llama Magnolia Blues.
Con Coke en voz, guitarra y flautón, Claudio en batería, además de Freddy Muñoz en el bajo y el percusionista Boris Vega, el cuarteto inició sus presentaciones el año 2000, sin embargo, luego de mudarse a Santiago a partir del año 2004 optaron por convertirse en trío. En Santiago, la banda tocó en circuitos de blues y rock coincidiendo en escenarios con Los Jaivas y Ángel Parra Trío, entre otros.
Durante 2004, la banda publicó el disco Magnolia, que contiene musicalización de textos de Gabriela Mistral (“Helechos”). En 2007, editan Cien años después, disco en el que se encuentra una canción dedicada a Víctor Jara llamada Como enredadera al sol.
En el año 2008, gracias a la buena recepción de su disco anterior, la banda se embarca a Buenos Aires para presentarse en el Mr. Jones, club blusero de la capital argentina. El registro de ese show se editó el mismo año con el nombre Magnolia en vivo en Buenos Aires, destacando la participación del guitarrista Josué Marchi (Los Robertones), el saxofonista Giuseppe Puopolo (Memphis La Blusera) y el armonicista rancagüino Gonzalo Araya (Swingatos).
A partir del año 2011, la banda se compenetró de mayor forma en las raíces diaguita, etnia aborigen del norte de Chile, explorando con la fusión entre las raíces africanas del blues con los ritmos propios de esta zona, lo que dio como resultado el disco del año 2012, El Pulsar de la Tierra. Este paso la banda lo denominó un renacer en la etnomúsica. Este disco fue el debut del trío con una nueva formación tras la salida de Freddy Muñoz tras más de 10 años.
La banda ha compartido escenario tanto grupal como individualmente con grandes figuras del Blues Internacional como el fallecido guitarrista estadounidense Phil Guy, Lorenzo Thompson, Deborah Colleman, los argentinos Daniel Raffo, Don Vilanova, entre otros.
Destacan entre sus influencias Muddy Waters, John Lee Hooker, Jimi Hendrix y Jimmy Page, y el guitarrista argentino Ricardo Mollo del grupo argentino Divididos.
Desde 2014 el grupo instaló una academia para niños en La Serena llamada Academia Integral Magnolia, con el fin de formar nuevos talentos en la música con base en el blues. En palabras de Claudio Araya: “El blues es un ciclo de 12 compases y se ocupan 3 acordes. El ritmo es fácil de agarrar y los chicos se van como en un tren, que es lo que buscábamos. Esto sirve como base para que luego ellos se desarrollen como quieran”.

## Miembros

### Permanentes
- Jorge Araya: Vocalista, guitarra, flautón
- Claudio Araya: Batería

### Colaboradores
- José Luis Vergara Bajo
- José Manuel Ojeda Teclados
- Ítalo Salvador Armónica

### Exmiembros
- Boris Vega: Percusión
- Freddy Muñoz: Bajo
- Leonardo Dávila: Bajo

## Discografía

### Álbumes
- Magnolia (2004)
- Cien años después (2007)
- Magnolia en vivo en Buenos Aires (2008)
- El pulsar de la Tierra (2012)
- Tributo al blues vol. 1 (2016)